# Communauté de communes du Pays de Cèze
La Communauté de communes du Pays de Cèze comprenait onze communes.
- Allègre-les-Fumades
- Méjannes-le-Clap
- Navacelles
- Potelières
- Rivières
- Rochegude
- Saint-Denis
- Saint-Jean-de-Maruéjols-et-Avéjan
- Saint-Privat-de-Champclos
- Saint-Victor-de-Malcap
- Tharaux

Elle a fusionné avec la Communauté de communes du Ranc d'Uzège dans la Communauté de communes Cèze-Cévennes.